# Yulimar Rojasová
Yulimar Rojasová (* 21. října 1995 Caracas) je venezuelská atletka, jejíž specializací je trojskok a skok daleký. Několikrát vylepšila světový rekord v trojskoku, naposledy na Halovém mistrovství světa 2022 na současnou hodnotu 15,74 metru. Její venkovní maximum 15,67 metru z 1. srpna 2021 je také olympijským rekordem.

## Kariéra
V mezinárodních soutěžích debutovala v roce 2011 na juniorském mistrovství Jižní Ameriky. Při svém prvním startu mezi dospělými na tomto šampionátu v roce 2015 zvítězila v soutěži trojskokanek. Jejím dalším velkým úspěchem se stalo vítězství v soutěži trojskokanek na Halovém mistrovství světa 2016 v Portlandu. V létě téhož roku vybojovala v Riu de Janeiru stříbrnou olympijskou medaili.
Na mistrovství světa v Londýně v roce 2017 zvítězila v trojskoku, když obhájkyni titulu Kolumbijku Ibargüenovou překonala o pouhé 2 cm. Stala se tím také prvním venezuelským atletem, který získal titul z mistrovství světa v atletice.
21. února 2020 překonala světový rekord, když v halovém závodě v trojskoku doletěla na 15,43 metru.

## Osobní rekordy
Dráha
- Skok daleký – 6,93 m (2022) NR
- Trojskok – 15,67 m (2021) , OR

Hala
- Skok daleký – 6,81 m (2022) NR
- Trojskok – 15,74 m (2022)